# Alpy Retyckie

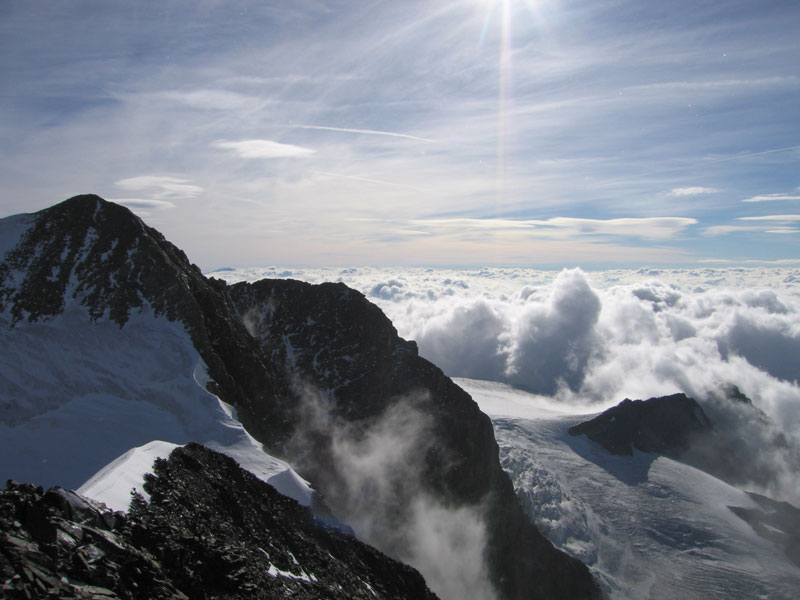
Piz Zupó

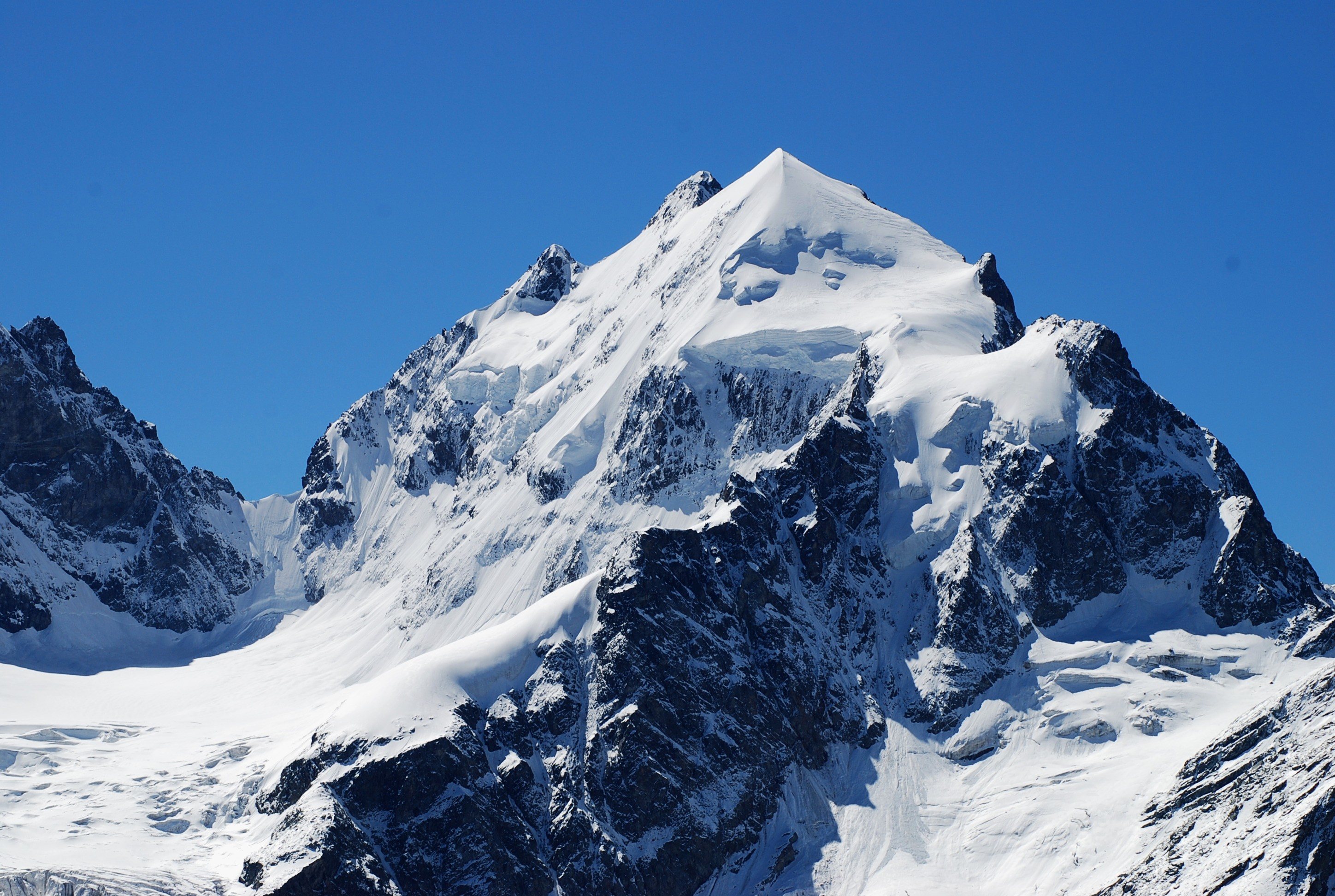
Piz Roseg

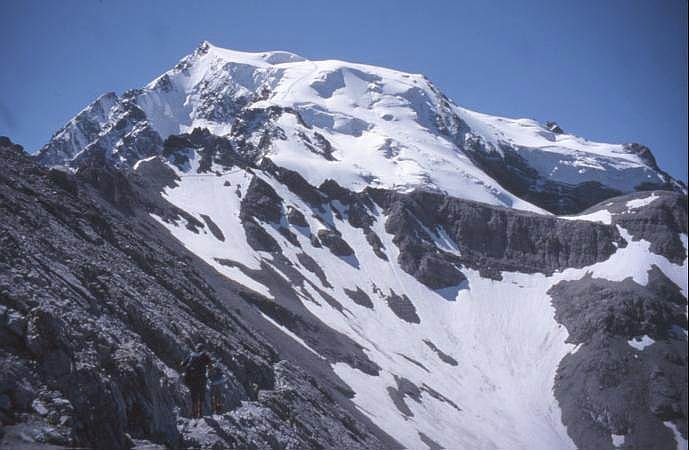
Ortler

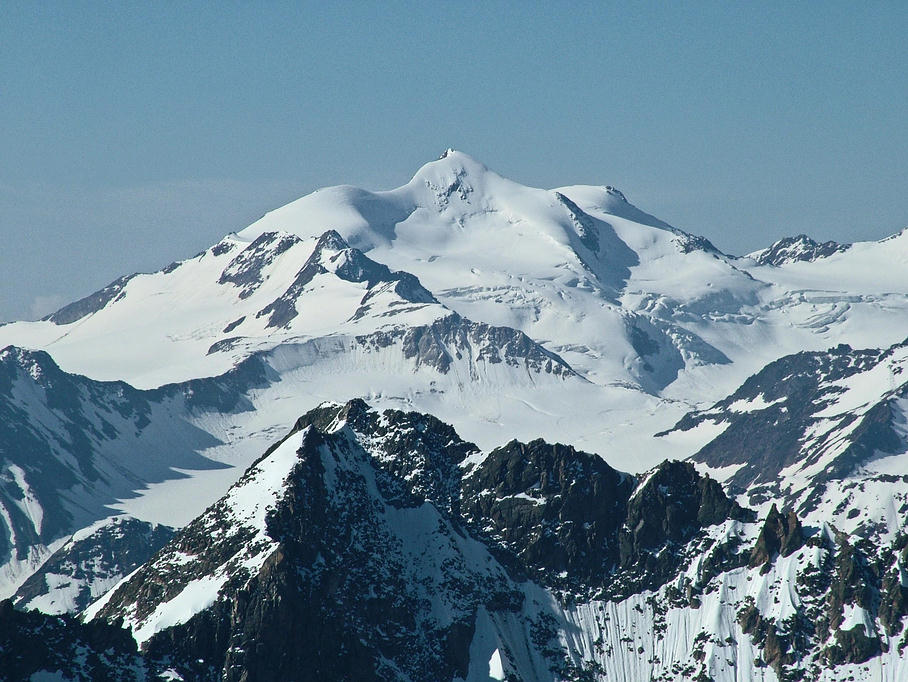
Wildspitze

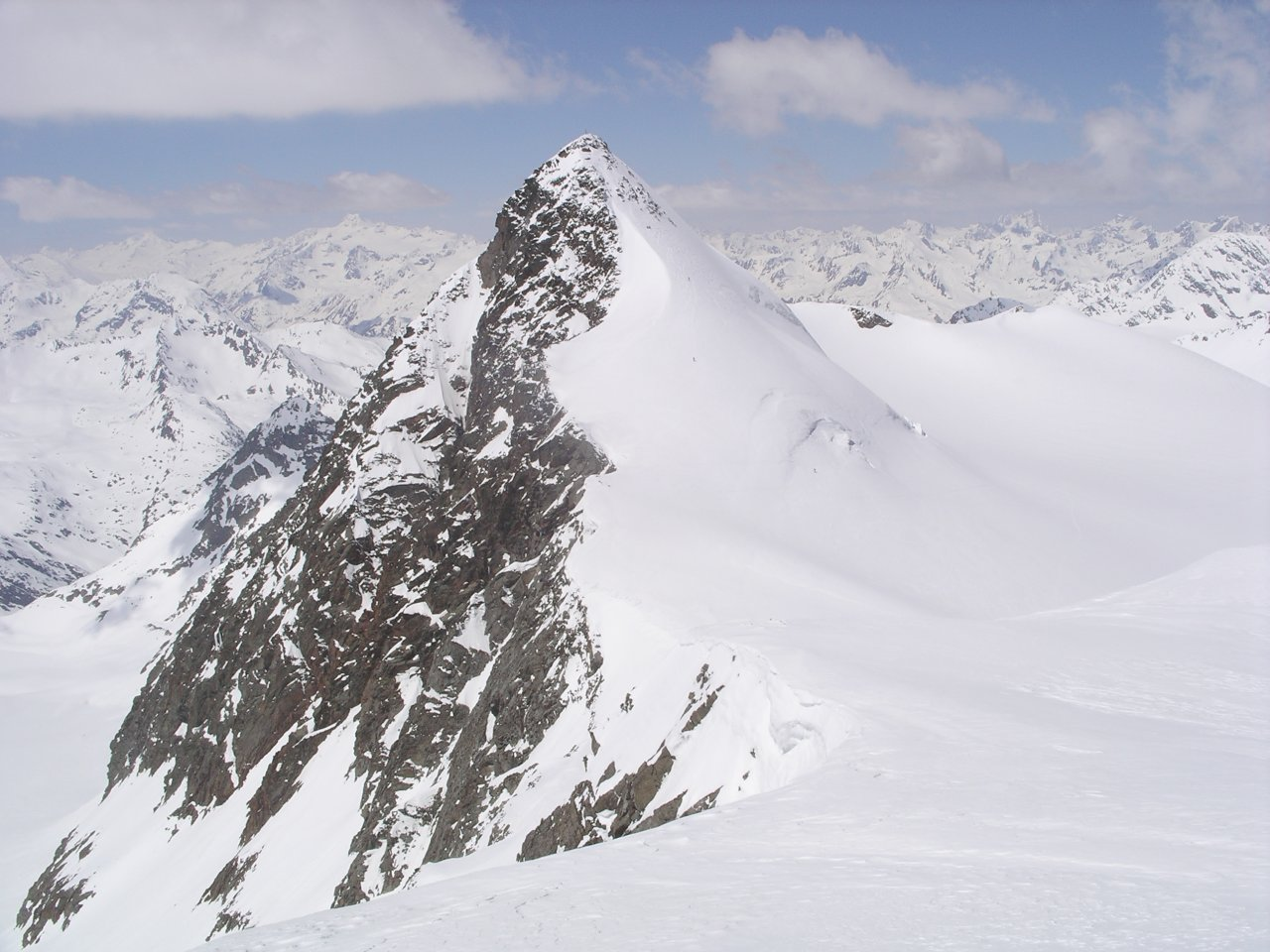
Zuckerhütl

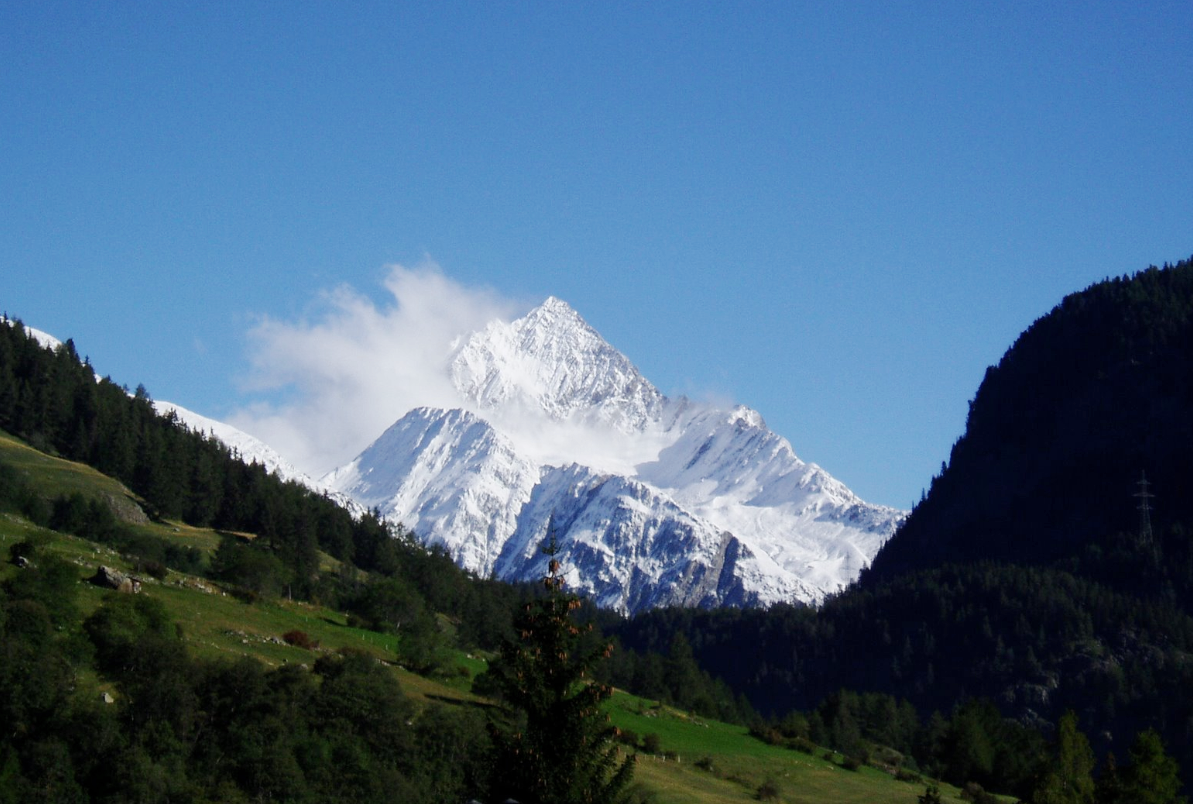
Piz Linard

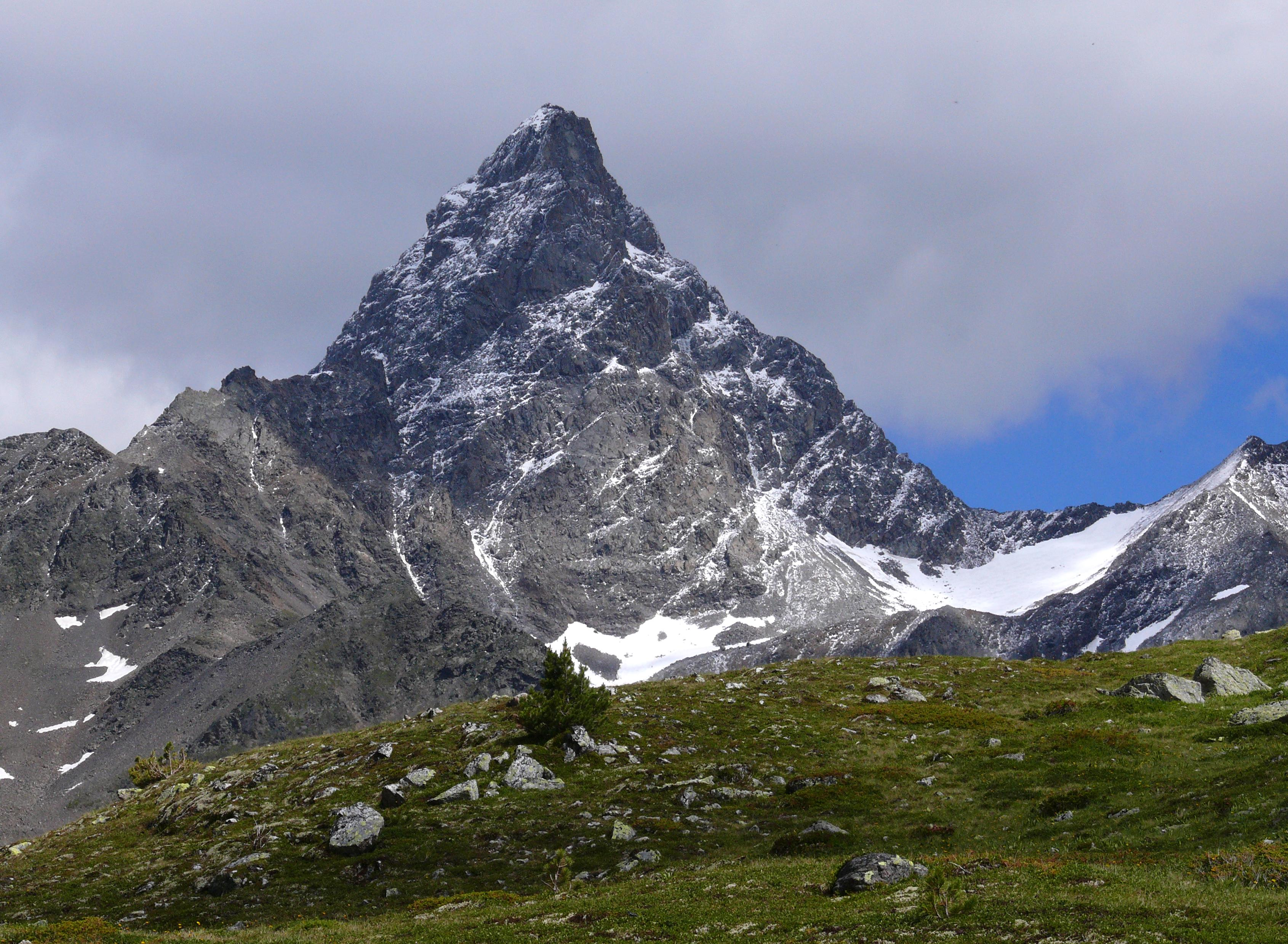
Piz Kesch

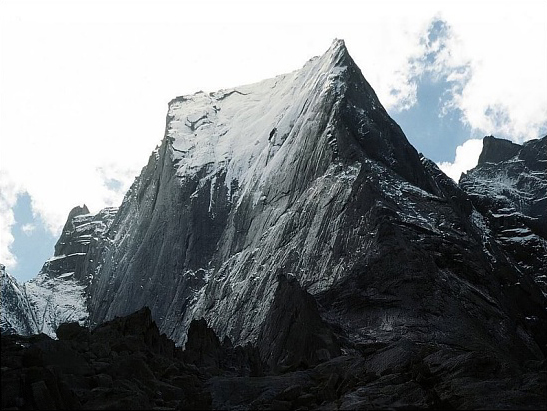
Piz Badile

Alpy Retyckie (niem. Rätische Alpen, wł. Alpi Retiche) – część Alp Centralnych, stanowiąca zarazem najwyższą strefę w obrębie Alp Wschodnich. Najwyższym szczytem jest Piz Bernina, który osiąga wysokość 4049 m, co czyni z niego najwyższy szczyt całych Alp Wschodnich. Alpy Retyckie zajmują znaczny obszar na styku granic Szwajcarii, Włoch, Liechtensteinu i Austrii. Nazwa Alp Retyckich wywodzi się od starożytnego plemienia Retów i pochodzącej od nich nazwy rzymskiej prowincji Recji obejmującej m.in. obszar Alp Retyckich.

## Topografia
Według Encyklopedii PWN Alpy Retyckie są częścią Alp Centralnych, leżącą między przełęczą Birnlücke na wschodzie a przełęczą Splügenpass na zachodzie.

### Partizione delle Alpi
| Alpi Retiche (11) na mapie Alp z podziałem Partizione delle Alpi | Partizione delle Alpi, tradycyjny francusko-włoski podziału Alp z 1924 (wprowadzony 1926), wymienia Alpy Retyckie, jako Alpi Retiche (nr 11). \| Ich granice według tej klasyfikacji wyznaczają:[3] \| \| na wschodzie – rzeka Sill (cały jej bieg, od przełęczy Brenner do Innsbrucku), przełęcz Brenner, rzeka Eisack (cały jej bieg, od przełęczy Brenner do jej uścia do Adygi koło Bolzano), Adyga (od Bolzano do Trento); \| \| na południu – przełęcze Sella di Narano, Sella di Bondo, Passo di Croce Domini, Passo dell'Aprica, rzeka Adda (od Tresendy do jeziora Lago di Como); \| \| na zachodzie – rzeka Mera (od Chiavenny do Lago di Como), potok Liro (cały bieg, od przełęczy Splügenpass do Chiavenny), przełęcz Splügenpass, rzeka Tylny Ren (od Splügen do Tamins), Ren (od Tamins do ujścia Ill); \| \| na północy – rzeka Ill (od Bludenz do jej ujścia do Renu), rzeka Alfenz (cały bieg, od przełęczy Arlbergpass do Bludenz), przełęcz Arlbergpass, rzeka Rosanna/Sanna (od St. Anton am Arlberg do jej ujścia do Innu koło Landeck), Inn (od Landeck do Innsbrucku). \| |
| Ich granice według tej klasyfikacji wyznaczają: | |
| na wschodzie – rzeka Sill (cały jej bieg, od przełęczy Brenner do Innsbrucku), przełęcz Brenner, rzeka Eisack (cały jej bieg, od przełęczy Brenner do jej uścia do Adygi koło Bolzano), Adyga (od Bolzano do Trento);                                             | |
| na południu – przełęcze Sella di Narano, Sella di Bondo, Passo di Croce Domini, Passo dell'Aprica, rzeka Adda (od Tresendy do jeziora Lago di Como); | |
| na zachodzie – rzeka Mera (od Chiavenny do Lago di Como), potok Liro (cały bieg, od przełęczy Splügenpass do Chiavenny), przełęcz Splügenpass, rzeka Tylny Ren (od Splügen do Tamins), Ren (od Tamins do ujścia Ill);                                             | |
| na północy – rzeka Ill (od Bludenz do jej ujścia do Renu), rzeka Alfenz (cały bieg, od przełęczy Arlbergpass do Bludenz), przełęcz Arlbergpass, rzeka Rosanna/Sanna (od St. Anton am Arlberg do jej ujścia do Innu koło Landeck), Inn (od Landeck do Innsbrucku). | |

W porównaniu z zasięgiem podawanym przez PWN podział ten nie umieszcza w granicach Alp Retyckich pasma Alp Zillertalskich, leżących na wschód od przełęczy Brenner.

### Podgrupy Alp Retyckich
Alpy Retyckie nie stanowią jednolitego łańcucha górskiego. W ich obręb wchodzi szereg wyraźnie odróżniających się grup górskich:
- Alpi di Livigno (Livigno-Alpen),
- Gruppo Ortles-Cevedale (Ortler-Alpen),
- Samnaungruppe,
- Alpi dell’Adamello e della Presanella,
- Silvretta,
- Sesvennagruppe (Alpi della Val Müstair),
- Oberhalbsteiner Alpen,
- Berninagruppe (Massiccio del Bernina),
- Bergell,
- Albula-Alpen.

Niekiedy do Alp Retyckich zalicza się również:
- Alpy Ötztalskie,
- Stubaier Alpen,
- Sarntaler Alpen,
- Ferwall,
- Rätikon,
- Plessur.

Między poszczególnymi grupami znajdują się zazwyczaj wyraźne przełęcze stanowiące międzynarodowe drogi komunikacyjne. Najważniejsze z nich to Malojapass, Reschenpass (Passo di Resia), Berninapass, Stelvio.
Generalnie, za wschodnią granicę Alp Retyckich uważa się górny bieg doliny rzeki Adygi, na odcinku od źródeł mniej więcej do południowotyrolskiego miasta Bolzano oraz przełęcz Reschenpass. Przełęcz ta oddziela Alpy Retyckie od położonych na wschód od nich Alpy Ötztalskich. Zachodnią granicę Alp Retyckich tworzą dolina Val Chiavena, przełęcz Splügen oraz dolina Renu mniej więcej do północnego punktu styku granic państwowych Szwajcaria-Austria-Liechtenstein.

## Najwyższe szczyty
- Piz Bernina (4049 m) – Berninagruppe,
- Piz Zupó (3995 m) – Berninagruppe,
- Piz Roseg (3937 m) – Berninagruppe,
- Ortler (3905 m) – Ortler-Alpen,
- Piz Palü (3905 m) – Berninagruppe,
- Gran Zebrú (3859 m) – Ortler-Alpen,
- Cevedale (3764 m) – Ortler-Alpen,
- Piz Morteratsch (3751 m) – Berninagruppe,
- Monte Zebrú (3735 m) – Ortler-Alpen,
- Monte Disgrazia (3678 m) – Bergell,
- Vertainspitze (3545 m) – Ortler-Alpen,
- Cima Piazzi (3439 m) – Alpi di Livigno,
- Piz Kesch (3413 m) – Albula,
- Piz Linard (3411 m) – Silvretta,
- Fluchthorn (Piz Fenga) (3399 m) – Silvretta,
- Piz Platta (3392 m) – Oberhalbstein,
- Piz Cengalo (3367 m)- Bergell,
- Piz Scalino (3323 m) – Berninagruppe,
- Piz Buin (3313 m) – Silvretta,
- Piz Badile (3308 m) – Bergell,
- Muttler (3294 m) – Samnaungruppe,
- Piz Sesvenna (3205 m) – Sesvennagruppe,
- Hoher Riffler (3168 m) – Ferwall,
- Schesaplana (2965 m) – Rätikon,
- Lenzenhorn (2905 m) – Plessur.

## Geologia
Alpy Retyckie zbudowane są przeważnie ze skał metamorficznych (gnejsy, łupki krystaliczne, fyllity) leżących w obrębie krystalicznego rdzenia Alp Centralnych. Skałom krystalicznym towarzyszą często skały osadowe o różnym stopniu metamorfizacji, zwłaszcza słabo zmetamorfizowane łupki. Miejscami skały krystaliczne pokryte są pokrywą permskich lub mezozoicznych skał osadowych. W obrębie Alp Retyckich występują potężne intruzje skał granodiorytowych (Berninagruppe, Bergell) lub diorytowych (Monte Disgrazia).
W południowo-zachodniej części obszaru spotyka się skały ultraalkaliczne (serpentynity), a także metamorficzne łupki talkowe i łupki chlorytowe. Na terenie Engadyny znajduje się Engadyńskie Okno Tektoniczne, w którym autochtoniczne jurajskie skały osadowe odsłaniają się spod zerodowanych skał krystalicznych oderwanych od podłoża i nasuniętych w ramach jąder płaszczowin.
Alpy Retyckie posiadają typowo alpejską rzeźbę z iglicami skalnymi, wielkimi pionowymi ścianami, ostrymi graniami i głębokimi dolinami będącymi rezultatem działania lodowców. Część z nich zachowała się do dzisiaj w wyższych partiach gór. Położone na większych wysokościach kotły polodowcowe wypełnione są wiecznym śniegiem.

## Turystyka
Alpy Retyckie za względu na śmiałe formy i wielkie zróżnicowanie krajobrazu należą do najpiękniejszych partii Alp. Szeroko rozwinięty ruch turystyczny. St. Murezzan/St. Moritz oraz Davos należą do najbardziej ekskluzywnych miejscowości turystycznych na świecie. Znajdujące się w Bormio gorące źródła o temperaturze do 41 stopni wykorzystywane są w celach leczniczych i rekreacyjnych już od starożytności.
Rejony Berninagruppe, Bergell i Ortleru należą do najważniejszych światowych centrów alpinizmu. Północno-wschodnia ściana Piz Badile uchodzi za jedną z najwspanialszych i najtrudniejszych w całych Alpach. Północny kant Piz Badile ze względu na wspaniały, lity, niezwykle szorstki granodioryt znany jest w środowisku alpinistycznym jako jedna z najpiękniejszych klasycznych skalnych dróg wspinaczkowych o średnich trudnościach. Północne urwiska Piz Palü oraz Piz Cengalo uważane są za bardzo trudne ściany lodowe i mikstowe.
Dolina Val Bondasca, szeroko znana w środowisku alpinistycznym, uchodzi za jedną z najpiękniejszych w całych Alpach.
W Alpach Retyckich znajdują się liczne ośrodki narciarstwa alpejskiego. Najbardziej znane spośród nich to: St. Murezzan, Pontresina, Samnaun, Patznauntal, Ladis, Innersulden, Bormio.

## Etnologia
Alpy Retyckie zamieszkuje ludność należąca do rozmaitych obszarów kulturowych. W Engadynie leżącej w obrębie szwajcarskiego kantonu Gryzonia mieszka autochtoniczna ludność mówiąca językiem romansz należącym do grupy języków retoromańskich. W dolinie Winschgau należącej do Południowego Tyrolu język retoromański został w XVII wieku wyparty przez tyrolski dialekt niemieckiego. Na terenie Szwajcarii i znacznej części austriackiego landu Vorarlberg część ludności używa alemańskiego dialektu języka niemieckiego (Schwytzer Deutsch). W Bormio, Livigno, Val Poschiavo i Valtellina używany jest język włoski.

## Gospodarka
Podstawą gospodarki całego regionu Alp Retyckich jest turystyka.
Długą tradycję ma hodowla i wypas bydła na alpejskich halach. Górnictwo rud metali posiada jedynie znaczenie historyczne.